# Ellen Brockhöft
Ellen Brockhöft , née le 29 avril 1893 à Berlin et morte le 19 décembre 1977 à Bonn, est une patineuse artistique allemande. Elle est septuple championne d'Allemagne dans les années 1920, et double vice-championne du monde en 1924 et 1925.

## Biographie

### Carrière sportive
Ellen Brockhöft remporte six fois le titre de championne d'Allemagne (en 1921, et de 1923 à 1927). Elle patine pour le club de Berlin ("Berliner Schlittschuhclub").
Elle a participé trois fois aux championnats du monde et est devenue vice-championne du monde à deux reprises en 1924 et 1925 derrière l'autrichienne Herma Plank-Szabó. Elle n'a pas pu participer aux championnats d'Europe, car ceux-ci n'existaient pas pour la catégorie féminine dans les années 1920. Par contre, elle s'est présentée aux Jeux olympiques d'hiver de 1928 à Saint-Moritz et a pris la 9e place.

### Reconversion
Elle se retire du sport amateur en 1929 et est devenue entraîneur à Saint-Moritz.

## Palmarès
| Compétitions                                                                      | 1920 | 1921 | 1922 | 1923 | 1924 | 1925 | 1926 | 1927 | 1928 |
| Jeux olympiques                                                                   | JI   |      |      |      | JI   |      |      |      | 9e   |
| Championnats du monde                                                             | CA   | CA   |      |      | 2e   | 2e   |      | 4e   |      |
| Championnats d'Allemagne                                                          | 2e   | 1re  | 2e   | 1re  | 1re  | 1re  | 1re  | 1re  | 1re  |
| JI = Jeux olympiques interdits aux athlètes allemands ; CA = Championnats annulés |      |      |      |      |      |      |      |      |      |